# ألكسندر بوبليك
ألكسندر ستانيسلافوفيتش بوبليك (من مواليد 17 يونيو 1997) هو لاعب تنس محترف من كازاخستان. وصل إلى أعلى تصنيف فردي له وهو رقم 17 عالميًا في مايو 2024 وهو حاليًا اللاعب الأعلى تصنيفًا في كازاخستان. حقق بوبليك أيضًا تصنيفًا زوجيًا عالي المستوى في مسيرته حيث احتل المركز 47 عالميًا، والذي وصل إليه في 8 نوفمبر 2021.
فاز بوبليك بأربعة ألقاب فردية في جولة اتحاد لاعبي التنس المحترفين وحصل على المركز الثاني في سبع نهائيات أخرى. حقق أكبر نجاح له في إحدى البطولات الكبرى في بطولة فرنسا المفتوحة 2021، حيث كان الوصيف في الزوجي إلى جانب أندريه جولوبيف.
فاز بوبليك بأربعة ألقاب فردية في جولة اتحاد لاعب التنس المحترفين وكان وصيفًا في سبع نهائيات أخرى، و بصفته الوصيف في الزوجي بالشراكة مع أندريه جولوبيف.

## روابط خارجية
- ألكسندر بوبليك على موقع رابطة محترفي التنس (الإنجليزية)
- ألكسندر بوبليك على موقع الاتحاد الدولي لكرة المضرب (الإنجليزية)
- ألكسندر بوبليك على موقع كأس ديفيز (الإنجليزية)
- ألكسندر بوبليك على موقع خلاصة التنس.كوم (الإنجليزية)
- ألكسندر بوبليك على موقع إي إس بي إن.كوم (الإنجليزية)
- ألكسندر بوبليك على موقع اللجنة الأولمبية الدولية (الإنجليزية)
- ألكسندر بوبليك على موقع أوليمبيديا (الإنجليزية)